# Дружба (Сармановский район)
Дружба — деревня в Сармановском районе Татарстана. Входит в состав Лякинского сельского поселения.

## География
Находится в восточной части Татарстана на расстоянии приблизительно 12 км на северо-запад по прямой от районного центра села Сарманово у автомобильной дороги Заинск-Сарманово.

## История
Основана в 1930-х годах переселенцами из кряшенского села Ляки.

## Население
Постоянных жителей было: в 1938 году — 176, в 1949 и 1958—152, в 1970—159, в 1979—125, в 1989 — 86, 58 в 2002 году (татары 57 %, кряшены 38 %), 49 в 2010.